# Clube Recreativo da Caála
El Clube Recreativo da Caála és un club esportiu de la ciutat de Caála, Angola.
El club va ser fundat el 24 de juny de 1944. Els seus colors són el blau i el blanc.
Va ser finalista de la Copa angolesa de futbol el 2012.